# Патрік Мегі
Патрик Мегі (англ. Patrick Magee, 31 березня 1924; за іншими даними — 1922, Арма, Північна Ірландія, Велика Британія — 14 листопада 1982, Лондон, Велика Британія) — ірландський актор і театральний режисер знаменитий головним чином завдяки ролям у картинах Стенлі Кубрика «Механічний апельсин» і «Баррі Ліндон», а також співпраці з театральними режисерами Гарольдом Пінтером і Семюелом Бекетом.

## Біографія
Патрик Джордж Макгі народився у звичайній родині і був першим з п'яти дітей. У середині 1950-х років почав кар'єру актора. У 1964 році почав працювати в Королівському шекспірівському театрі.